# Innerkrems
Innerkrems ist ein Ort in der Gemeinde Krems in Kärnten im Bezirk Spittal an der Drau.

## Geografie

Panorama auf die Nockberge von der „Blutigen Alm“

Der Ort liegt am Kremsbach und ist Ausgangspunkt der Nockalmstraße im Biosphärenpark Salzburger Lungau und Kärntner Nockberge. Der Schönfeldsattel bietet einen Übergang in den Bundschuh.

## Geschichte
Seit dem 14. Jahrhundert wurde in der Innerkrems nach Brauneisenerz gegraben. Erst in der 2. Hälfte des 19. Jahrhunderts wurden der Erzbergbau aufgegeben und die Hochöfen stillgelegt.

## Kultur und Sehenswürdigkeiten

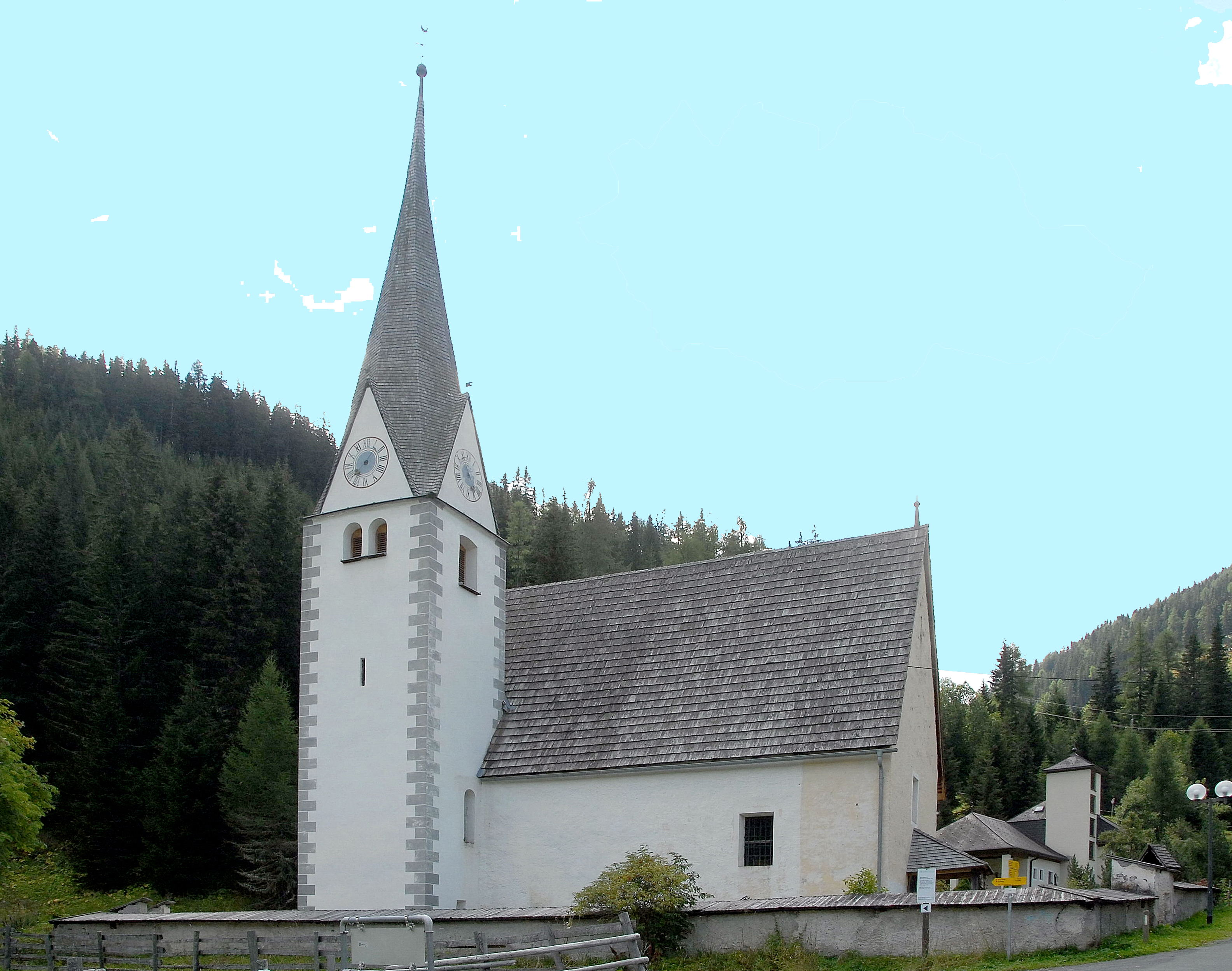
Pfarrkirche Kremsalpe

- Katholische Pfarrkirche Kremsalpe hl. Andreas

## Wirtschaft und Infrastruktur

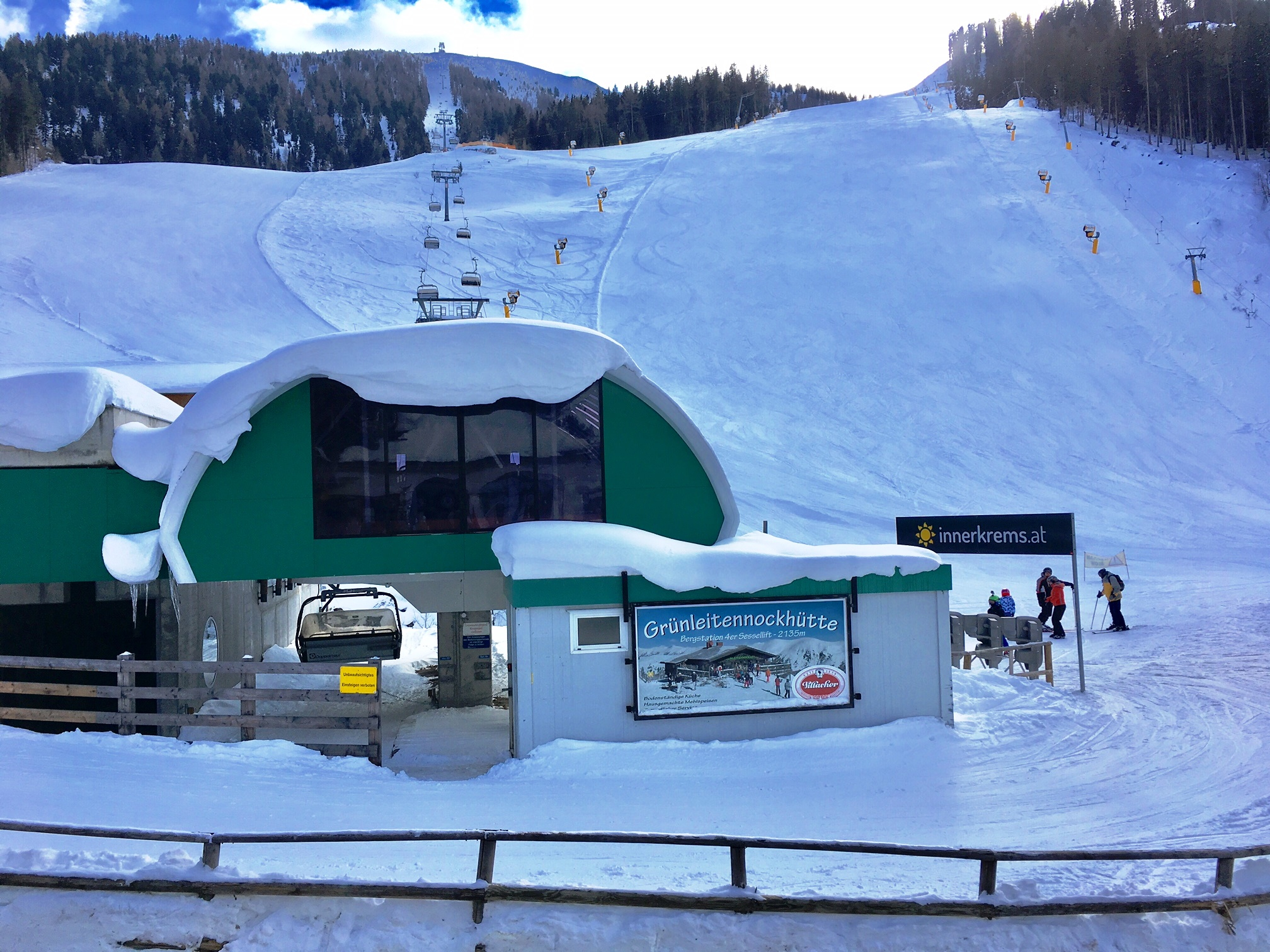
Liftanlage auf den Grünleitennock

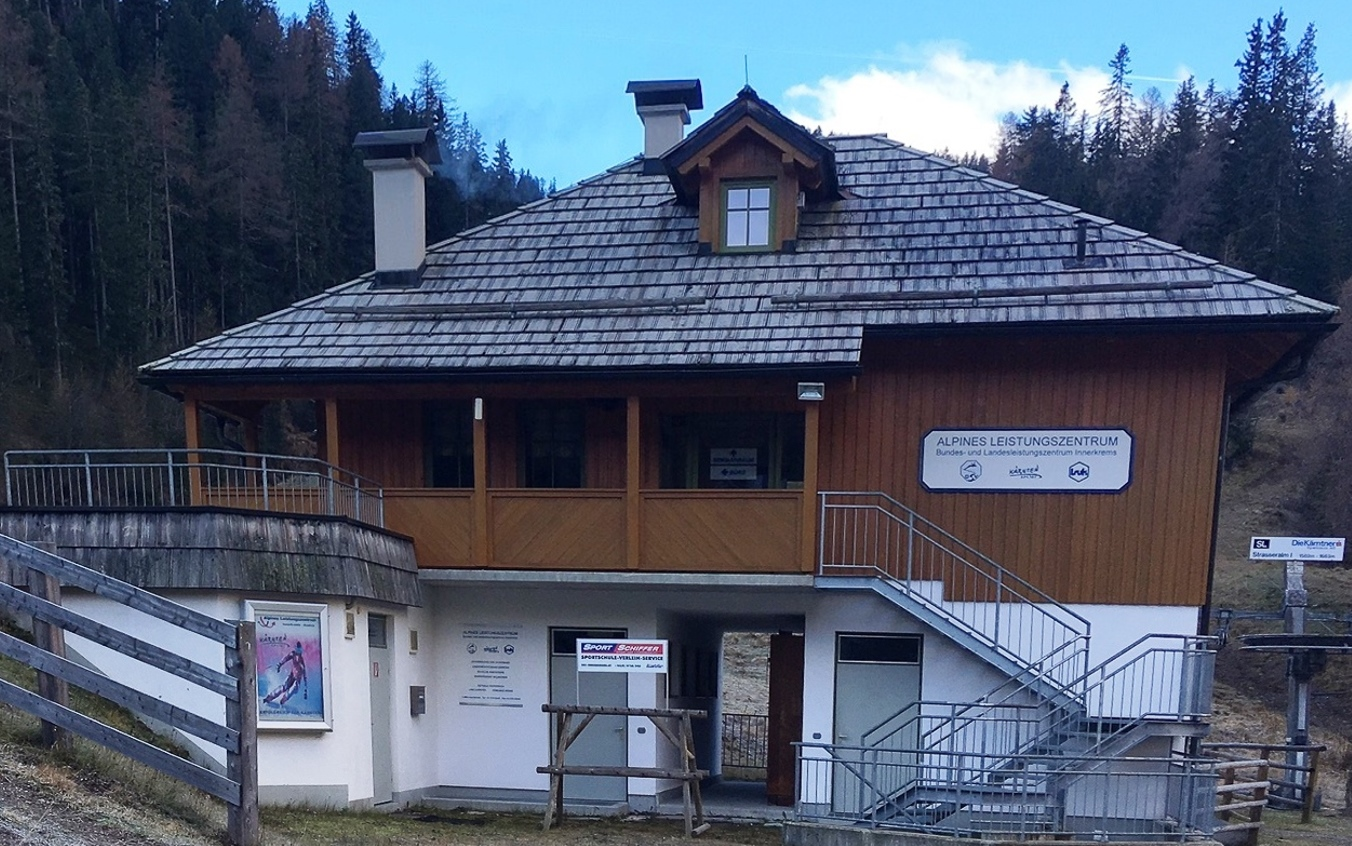
Alpines Leistungszentrum

Von den 30er Jahren des 20. Jahrhunderts bis 2020 war die Innerkrems vornehmlich ein Wintersportort. Im Jahre 1996 wurde das Alpine Leistungszentrum Innerkrems gegründet. Sportler und Sportlerinnen des ÖSV, aber auch viele ausländische Mannschaften trainierten hier im Winter.
45 km Pisten, ein 4er-Sessellift, ein Doppelsessellift, sechs Schlepplifte und zwei Übungslifte standen den Skisportlern in der Blütezeit zur Verfügung, bevor im März 2020 die letzten Lifte den Betrieb einstellten.
Die Innerkrems ist im Sommer ein zunehmend beliebteres Urlaubsziel. Es wird ein Hochseilpark mit fünf verschiedenen, bis zu 27 Meter hohen Parcours und zwei Seilrutschen betrieben.